# Městská hala Modřice
Městská hala Modřice je víceúčelová sportovní hala v Modřicích v okrese Brno-venkov. Projektovali ji v letech 2015–2017 autoři Vojtěch Sosna, Jakub Straka a Jáchym Svoboda z Atelieru bod architekti na základě veřejné architektonické soutěže vyhlášené v roce 2015. Vybudována byla v letech 2018–2020. Celkové investiční náklady byly ve výši 189 milionů Kč bez DPH.
V říjnu 2020 získala stavba hlavní cenu v soutěži Grand Prix architektů. Byla též nominována na Stavbu roku 2020 a na Českou cenu za architekturu 2021.